# Torontálvásárhely
Torontálvásárhely (szerbül Дебељача / Debeljača) mezőváros Szerbiában, a Vajdaságban, a Dél-bánsági körzetben, Antalfalva községben.

## Fekvése
Pancsovától északra, Antalfalva és Cserépalja közt fekvő település.

## Története
Torontálvásárhely eredeti nevén Develák, később Debelják és Debeljácska.
A mezőváros jelenlegi nevét 1888-ban kapta. Kincstári birtok volt, melyet 1750-ben a délmagyarországi kincstári puszták bérlő társasága bérelte, majd 1766-ban a kamara a tiszai és a marosi szerb határőröknek engedte át, az áttelepítés az 1768-1774 közötti években történt meg, a szerbek azonban néhány év múlva már elköltözködtek a településről és a község 1783-ban ismét pusztává lett, majd 1794-ben a kincstár tiszavidéki református magyarokat telepített ide.
1832-ben a településen kolerajárvány pusztított.
Az 1848–49-es forradalom és szabadságharc idején az itteni magyarok a délvidéki szerb lázadás tengerében valósággal szigetet alkottak. A város máig őrzi Szemere Bertalan belügyminiszternek 1848. március 28-án a község polgáraihoz intézett leiratát, a melyben e vészes időkben tanúsított vitéz, állhatatos "maguktartását" dicséri és a kormány további jóakaratáról biztosította őket. Szeptember 8-án azonban Knicsanin szerb felkelő vezér rátört a településre, ekkor a lakosság a túlerő elől elmenekült, és a szerbek az üresen talált várost felgyújtották, a református templomot kifosztották s még a harangokat is elvitték. A harangok egyike 1851-ben került vissza Szerbiából. Az elmenekültek 1849. november havában tértek ismét vissza.
A szabadságharc után a község ismét felépült és a járás egyik legnépesebb települése lett.
1910-ben 5180 lakosából 4848 magyar, 105 német, 130 szerb volt. Ebből 498 római katolikus, 4138 református, 288 görögkeleti ortodox volt.
A trianoni békeszerződés előtt Torontál vármegye Antalfalvai járásához tartozott.
Itt szolgált 1923-1944. között Gachal János, a mártírhalált halt református püspök (1942-1944).

## Népesség

### Demográfiai változások
| 1948 | 1953 | 1961 | 1971 | 1981 | 1991 | 2002 | 2011 |
| ---- | ---- | ---- | ---- | ---- | ---- | ---- | ---- |
| 6143 | 6433 | 6789 | 6413 | 6413 | 5734 | 5325 | 4913 |

## Nevezetességek
- Református temploma - 1838-ban épült. Később 76m magas toronnyal bővült.

## Testvérvárosai
- Hódmezővásárhely, Magyarország[4]